# N22
La N22 (Carretera Nacional 22) és una carretera de la Xarxa de Carreteres de França, avui considerada una variant de la carretera N20 que comunica L'Ospitalet amb El Pas de la Casa.
És la porta francesa al Principat d'Andorra. Ha duplicat per la N320 qui passa pel Coll del Pimorent. Però també hi ha un troç comú entre les dos vies, durant alguns quilòmetres.
Aquesta via porta el número 22, és a dir, Nacional 22, des de l'any 1975 en el moment de la renombració amb l'antiga via N 20B. Antany, el nom de carretera N22 corresponia a un tros de l'actual carretera N11 connectant Mauzé-sobre-el-Mignon a la Rochelle, aquest tros es avui descatalogat des de la Rochelle fins al port de la Pallice on es trobava el port per a l'Illa de Ré.

## Evolució[calcitació]

### De Mauzé-sur-el-Mignon a la Pallice (Actual N11)
L'actual RN 11 és una via ràpida, també E601.
Els principals poble que travessa són :
- Mauzé-sur-el-Mignon (km 0)
- La Laigne (km 7)
- Ferrières (km 15)
- Nuaillé-d'Aunis (km 20)
- Dompierre-sur-Mar (km 32)
- La Rochelle (km 41)
- Gran port marítim de la Rochelle (La Pallice) (km 45)

### L'Actual N22
L'actual Carretera Nacional 22 connecta uns 12 km des del lloc francès de L'Ospitalet fins al Principat d'Andorra. Va ser creada el 1978 reanomenant la Carretera Nacional 20B, ja que en la reforma de 1972 en totes les carreteres nacionals que encara estaven operades per l'estat, les vies superscriptes (RN XX-A) haurien de desaparèixer.

### Carretera històrica
La històrica Ruta Nacional 22 es va construir l'any 1824 i la va dirigir des de Mauzé-sur-le-Mignon fins a la ferri de l'Île de Ré a La Rochelle. Aquesta ruta torna a la Ruta Imperial 25. La seva longitud era de 47 quilòmetres. El 1978, tota la ruta de la Carretera nacional 22 va ser presa per la Carretera Nacional 11.

### N 22d
La N22d (Carretera nacional 22D), era una branca lateral de la Carretera Nacional 22a. Aquesta va existir entre 1969 i 1973. La ruta va ser reconstruïda en 1969 i servida com a circumval·lació nord de La Rochelle. El 1973, la carretera es va rededicar a la ruta nacional 237.

## Túnel d'Envalira
Passant Soldeu i abans d'arribar al Pas de la Casa i la frontera amb França, al quilòmetre 23 de la CG-2, ens trobem dues opcions. La primera és accedir al Túnel d'Envalira que ens portarà fins a la N22 a la frontera amb França, aquesta opció és de peatge. La segona opció és anar per la carretera vella, amb moltes corves, fins al Pas de la Casa, aquesta opció és gratuita.

## Trajectòria
| Tipus de Sortida | Direcció de la sortida              | Carretera que hi enllaça |
| ---------------- | ----------------------------------- | ------------------------ |
| N22              | Túnel d'Envalira                    |                          |
| Túnel            | Peatge del Túnel d'Envalira o CG-2A | CG-2 CG-2A               |
| Sortida          | Zona Duana                          |                          |
| Sortida          | Principat d'Andorra                 | CG-2                     |
|                  | Portè                               | N230                     |
|                  | L'Ospitalet                         |                          |